# Kim Ok-gyun
Kim Ok-gyun (koreanisch 김옥균; 金玉均; geb. 23. Februar 1851 in der Provinz Chungcheongnam-do (Korea); gest. 28. März 1894 in Shanghai) war ein koreanischer Reformpolitiker. Er war ein früher Befürworter einer Übernahme der westlichen Zivilisation und Begründer der „Gaehwadang“.

## Leben und Werk

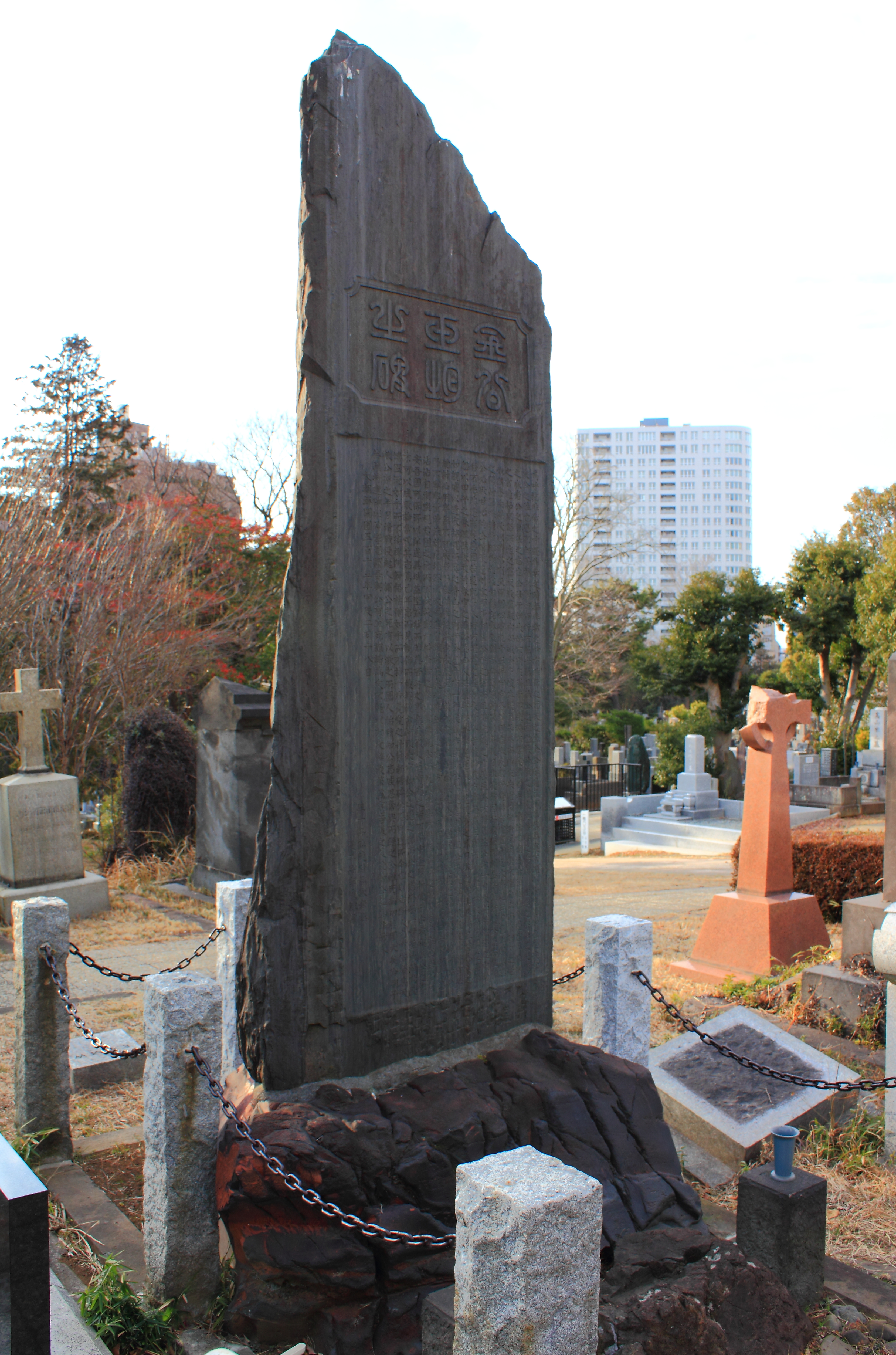
Gedenkstein auf dem Friedhof Aoyama

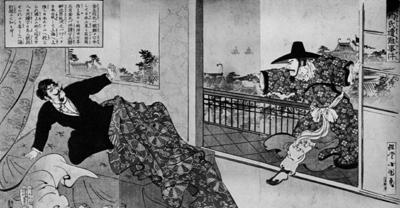
Kims Ermordung

Kim Ok-gyun wurde als Mitglied einer Linie des Andong Kim-Klans geboren, die in der Provinz Chungcheongnam-do ansässig war. Als Staatsangestellter wurde er 1881 nach Japan entsandt, um die Arbeitsweise der Meiji-Regierung zu studieren. Beeinflusst von Gotō Shōjirōs und Fukuzawa Yukichis Ideen der Adaption der westlichen Zivilisation und der Stärkung des asiatischen Selbstbewusstseins, gründete er mit Mitstreitern die „Gaehwadang“ und setzte sich für eine ähnliche Entwicklung in Korea ein.
Ermutigt von Japan versuchte die Gruppe, 1884 die koreanische Regierung zu stürzen, um ihre radikalen Reformpläne umzusetzen. Dieser gescheiterte Putschversuch ist als Gapsin-Putsch in die Geschichte eingegangen. Kim floh ins Exil nach Japan. 1894 nahm Kim die Einladung eines wichtigen chinesischen Bekannten, Li Hongzhang, an, obwohl er wusste, dass die koreanische Regierung ihn weiterhin verfolgte, und reiste nach Shanghai. In Shanghai wurde er von einem koreanischen Agenten in seiner Unterkunft erschossen. Fukuzawa hielt eine Gedenkrede für Kim, und auf dem Friedhof Aoyama in Tokio wurde ein Gedenkstein errichtet.